# Neustädter Friedhof (Erlangen)

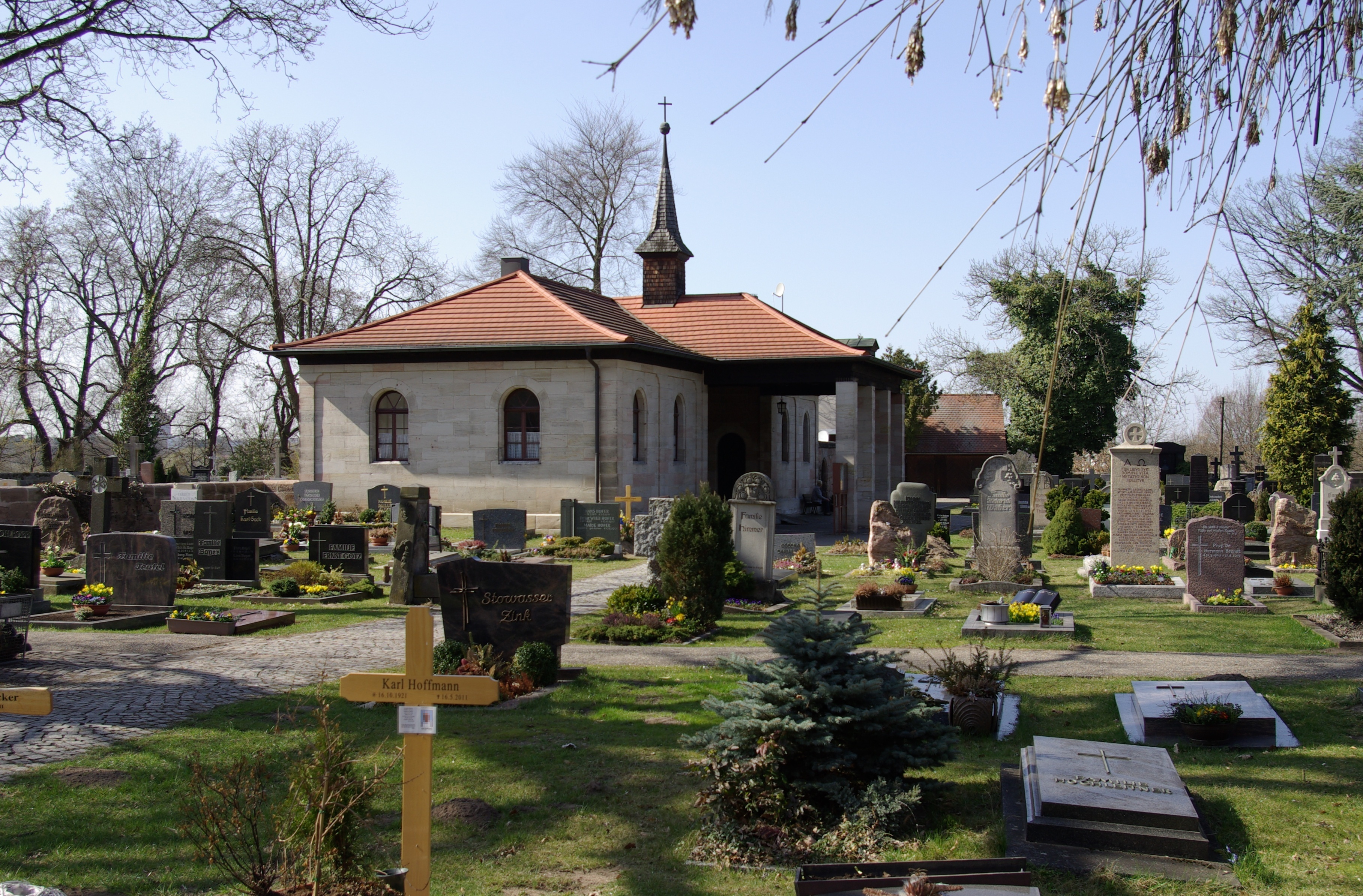
Aussegnungshalle des Neustädter Friedhofs in Erlangen

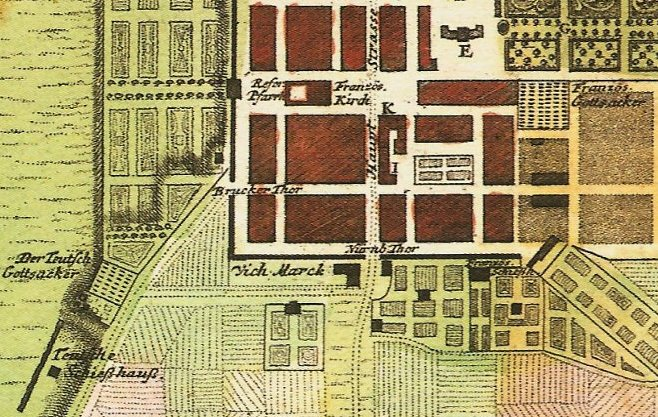
Neustädter Friedhof als Der Teutsch Gottesacker auf einem Kupferstich von 1721

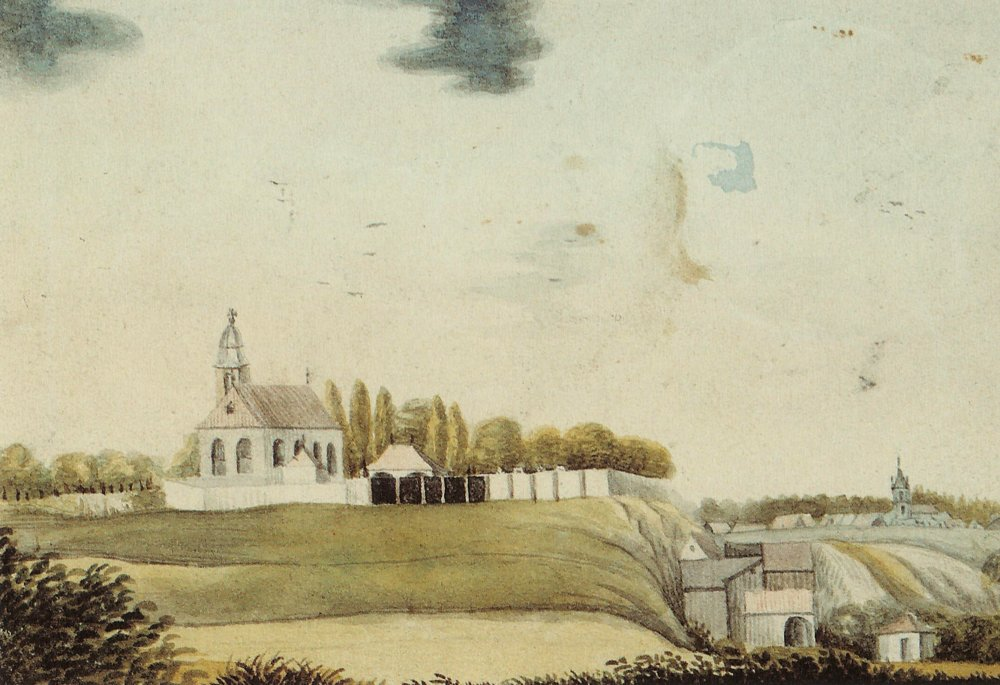
Neustädter Friedhof (links) um 1840

Der Neustädter Friedhof ist ein Friedhof in der mittelfränkischen Stadt Erlangen. Er ist in Besitz der evangelisch-lutherischen Neustädter Kirchengemeinde.

## Geschichte
Nachdem die lutherische Gemeinde der 1686 gegründeten Erlanger Neustadt zunächst zur Altstadt eingepfarrt wurde, mussten auch die Neustädter ihre Toten auf dem Altstädter Friedhof begraben. Ein eigener Gottesacker, auf dem vor der Eröffnung des Zentralfriedhofs auch Katholiken und Angehörige der freien Gemeinde ihre letzte Ruhestätte fanden, entstand erst durch ein markgräfliches Dekret vom 22. Januar 1703 und wurde noch im selben Jahr an der Äußeren Brucker Straße angelegt. In einer Quelle von 1721 wird er als Der Teutsch Gottesacker bezeichnet. Bereits 1717 musste der Friedhof erstmals erweitert werden. Weitere Arrondierungen erfolgten 1742, 1783 und 1838; damit war Platz für insgesamt 960 Grabstätten geschaffen worden. Die bislang letzte Erweiterung fand in den Jahren 1859 bis 1861 statt, als das sogenannte „Tal“ zwischen dem Neustädter Friedhof und dem Reformierten Friedhof aufgefüllt wurde.
Die im Jahr 1717 zur Äußeren Brucker Straße hin errichtete Mauer wurde 1787/88 erneuert und auf drei Seiten ausgedehnt. Im Jahr 1775 wurde die Universitätsgruft von der Sophienkirche auf den Neustädter Friedhof verlegt. Nachdem hier bis zum Jahr 1803 36 Erwachsene und 16 Kinder ihre letzte Ruhestätte gefunden hatten, ging die Zahl der Bestattungen rasch zurück. Im Jahr 1861 wurde das über der Gruft erbaute Fachwerkhäuschen abgebrochen und stattdessen eine Rasenbepflanzung angelegt. 1863 wurde an der angrenzenden Friedhofsmauer eine Gedenktafel mit den Namen der in der Gruft Bestatteten angebracht. Zwischen 1783 und 1789 wurde auf dem Friedhofsgelände die Neustädter Friedhofskirche erbaut, in den Jahren 1854/55 die Aussegnungshalle.

## Beschreibung

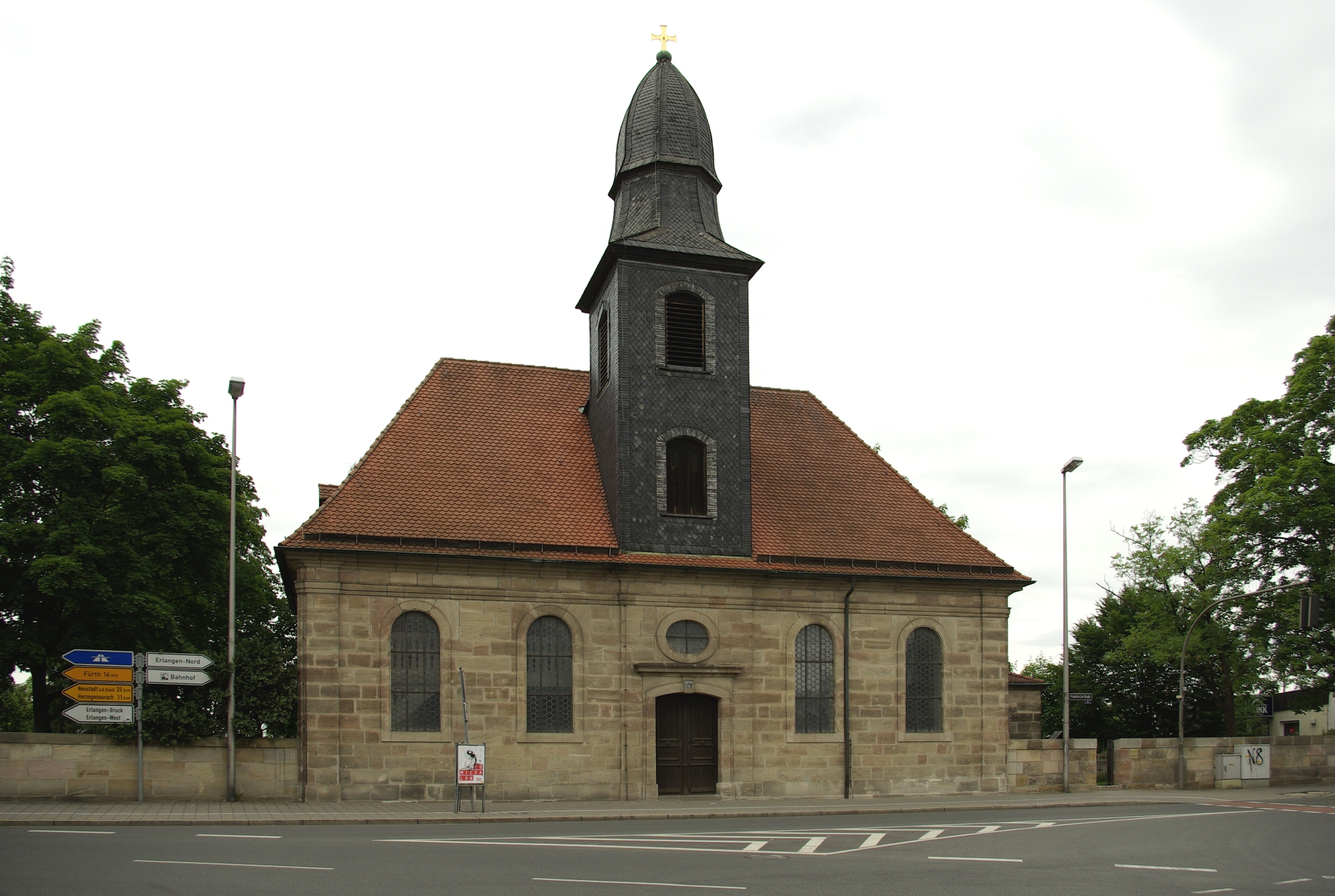
Außenansicht der Neustädter Friedhofskirche von Osten

Der rund 12.000 Quadratmeter große Neustädter Friedhof befindet sich nahe dem Erlanger Bahnhof zwischen der Bahnstrecke Nürnberg–Bamberg im Osten und dem Frankenschnellweg im Westen. Er besitzt eine Nord-Süd-Ausdehnung von rund 130 Metern und in Ost-West-Richtung eine Breite von etwa 90 Metern. Das Gelände ist mit einigen Kastanien, Linden und alten Eichen bestanden.
An der nordöstlichen Ecke befindet sich die Neustädter Friedhofskirche (Äußere Brucker Straße 24), ein spätbarocker Saalbau aus Sandsteinquadern mit Walmdach. Dieser wurde in den Jahren 1783 bis 1789 erbaut, der Dachreiter mit geschweiftem Helm wurde erst 1827 aufgesetzt. Westlich der Friedhofskirche befindet sich heute eine Gedenkstätte für die im Zweiten Weltkrieg gefallenen Soldaten.
An der gegenüberliegenden Ecke des Friedhofs befindet sich die Aussegnungshalle (Äußere Brucker Straße 26), ein eingeschossiger Sandsteinbau mit rundbogigen Fenster- und Türöffnungen, flachem Walmdach und spitzem Dachreiter, dessen Vorhalle im Jahr 1910 vergrößert wurde. Das Vordach ruht in diesem Bereich auf vier quadratischen Pfeilern. Neben der Aussegnungshalle wurde 1890/91 ein eingeschossiges Wohnhaus mit Satteldach erbaut.
Außerdem befinden sich auf dem Friedhof zwei Beinhäuser, die als gewölbte Sandsteinbauten ausgeführt sind. Das nördliche ist mit Vasenbekrönungen verziert und mit der Jahreszahl „1816“ bezeichnet, das südliche trägt die Bezeichnung „1844“ und dient heute als Ruhestätte des Konsistorialpräsidenten Krause.
Auf dem Neustädter Friedhof befinden sich die Grabstätten vieler namhafter Erlanger Familien und Universitätsprofessoren, deren meist recht schlichte Grabmäler überwiegend aus Sandstein gearbeitet und daher heute größtenteils stark verwittert sind. Besonders hervorzuheben sind die Grabstätten für Ernst († 1831) und Luise († 1833), die Kinder des Dichters Friedrich Rückert, den schwedischen Dichter Per Ulrik Kernell († 1824), die Theologen Friedrich von Ammon († 1855) und Gerhard von Zezschwitz († 1886), den Geologen Karl Georg von Raumer († 1865) sowie die Industriellen Max Gebbert († 1907) und Emil Kränzlein († 1936). Daneben befinden sich viele weitere sehenswerte Grabmäler des 18., 19. und frühen 20. Jahrhunderts auf dem Friedhof.

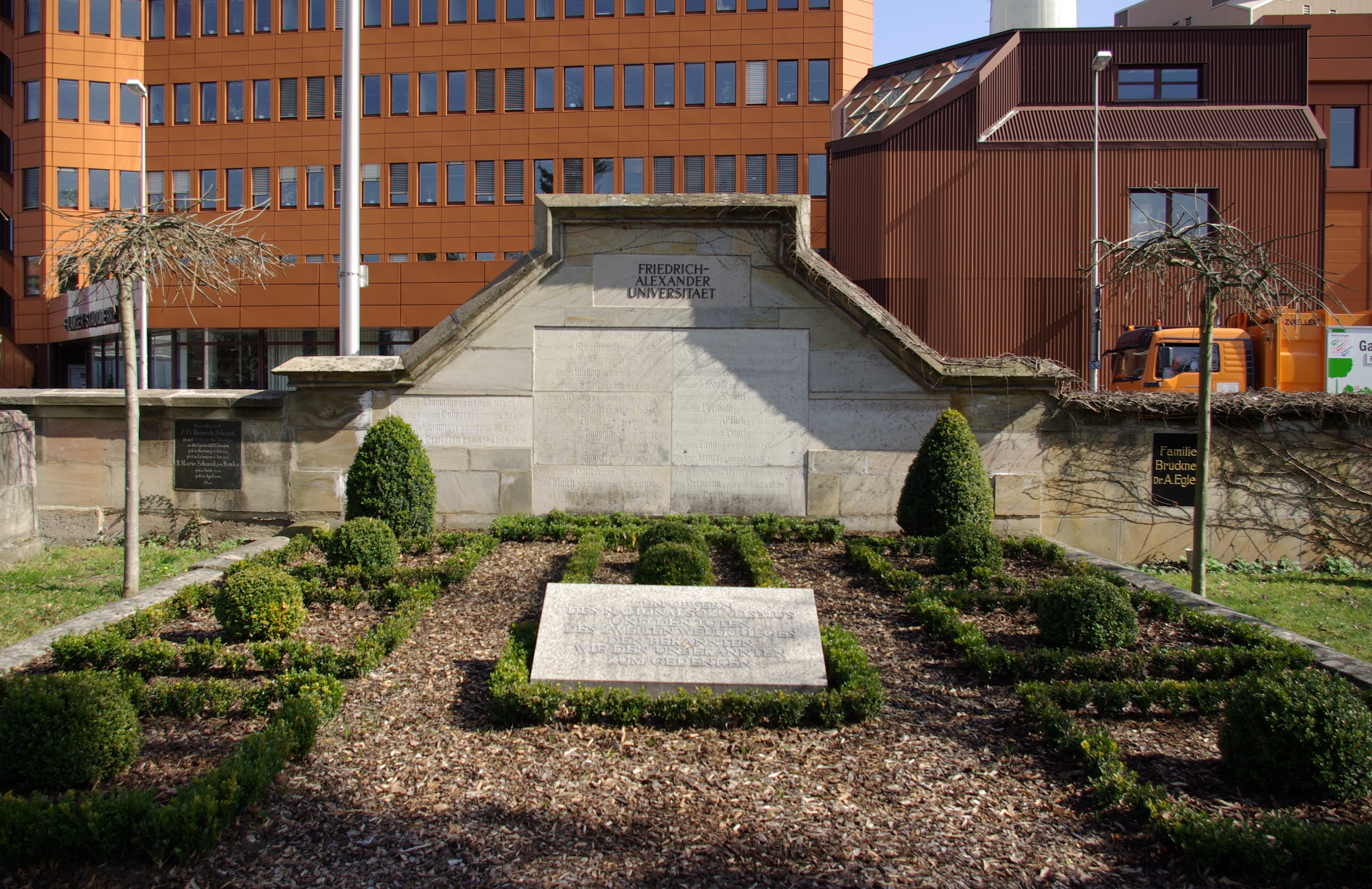
Universitätsgruft
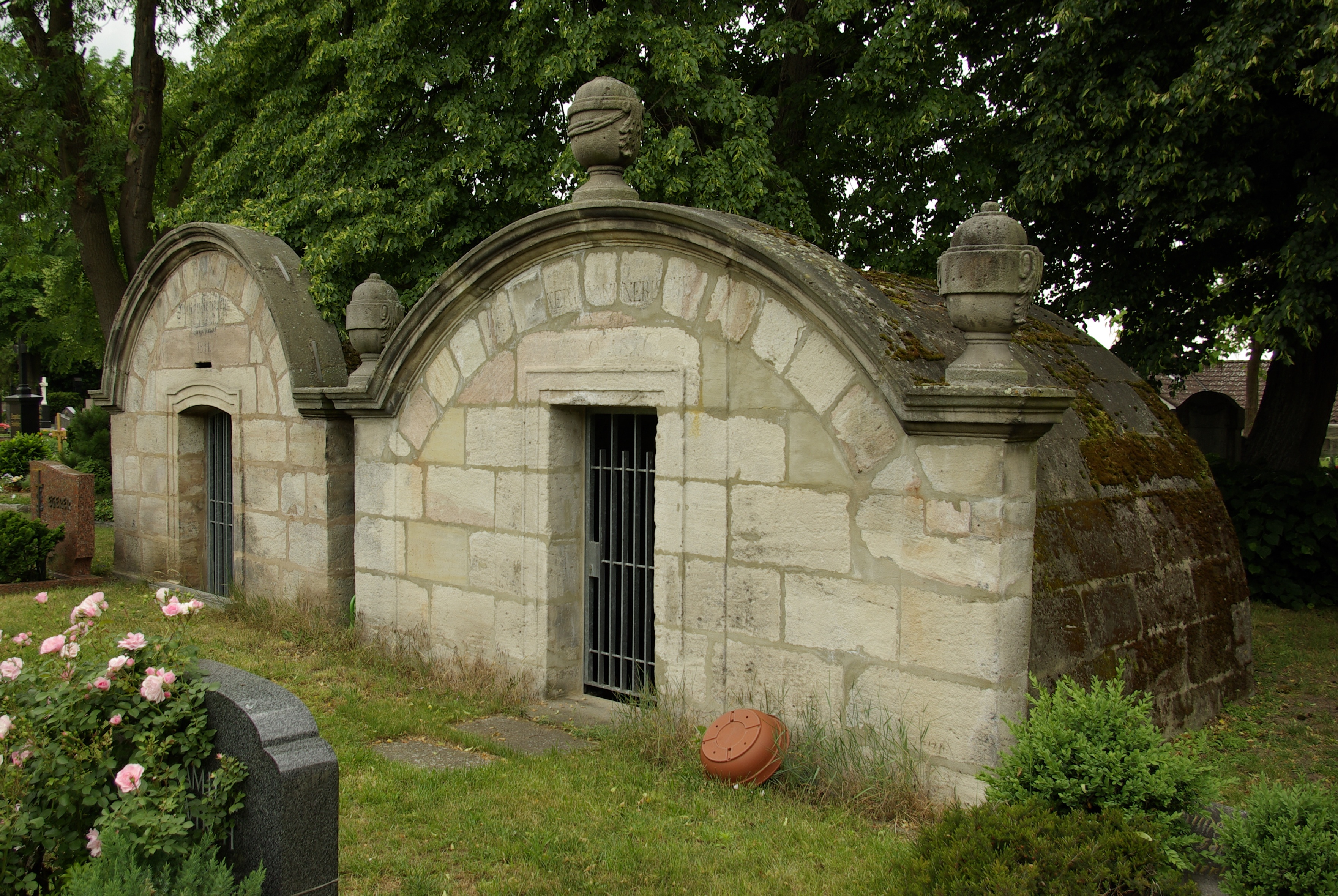
Beinhäuser
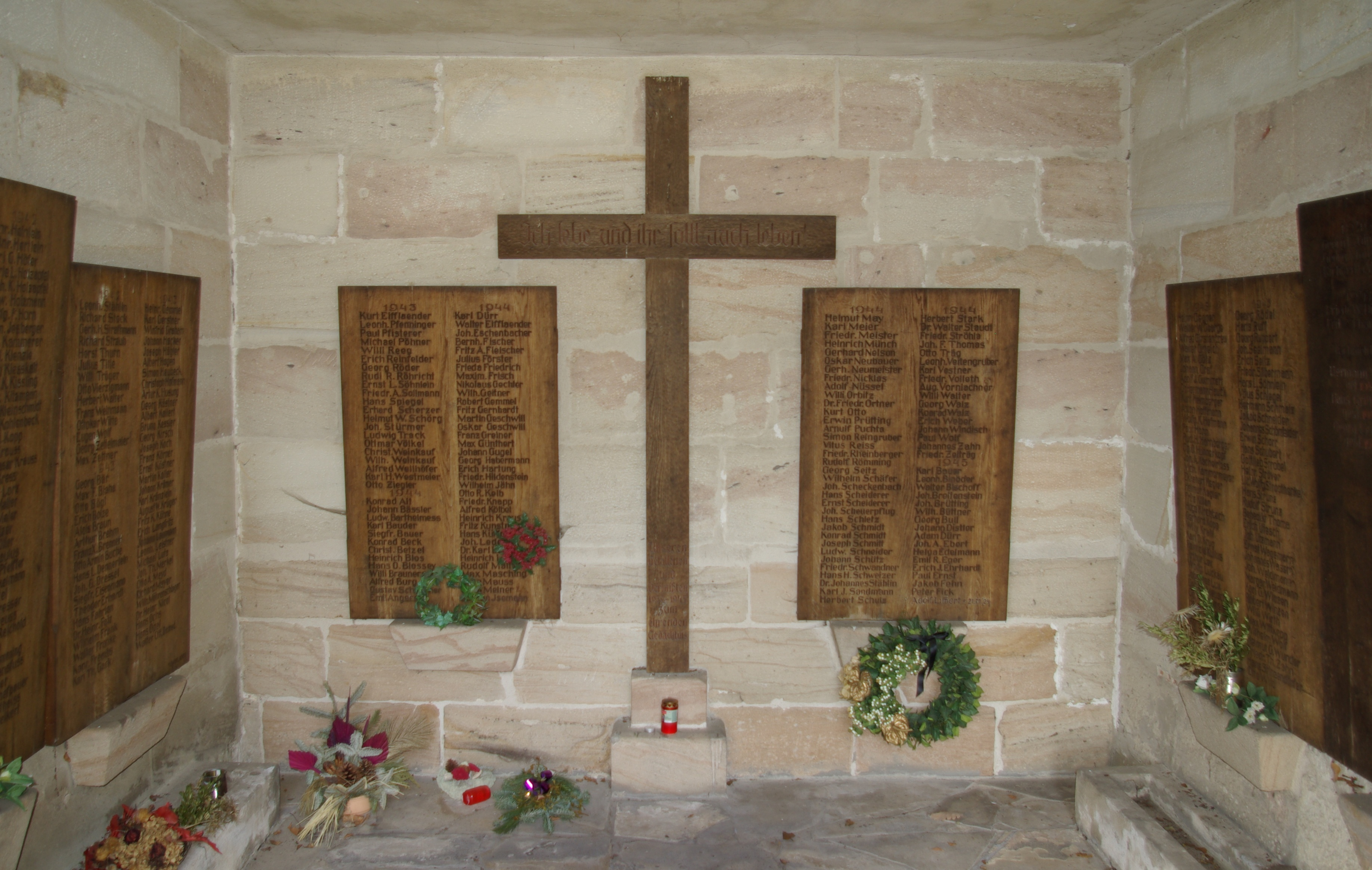
Innenansicht des Kriegerdenkmals
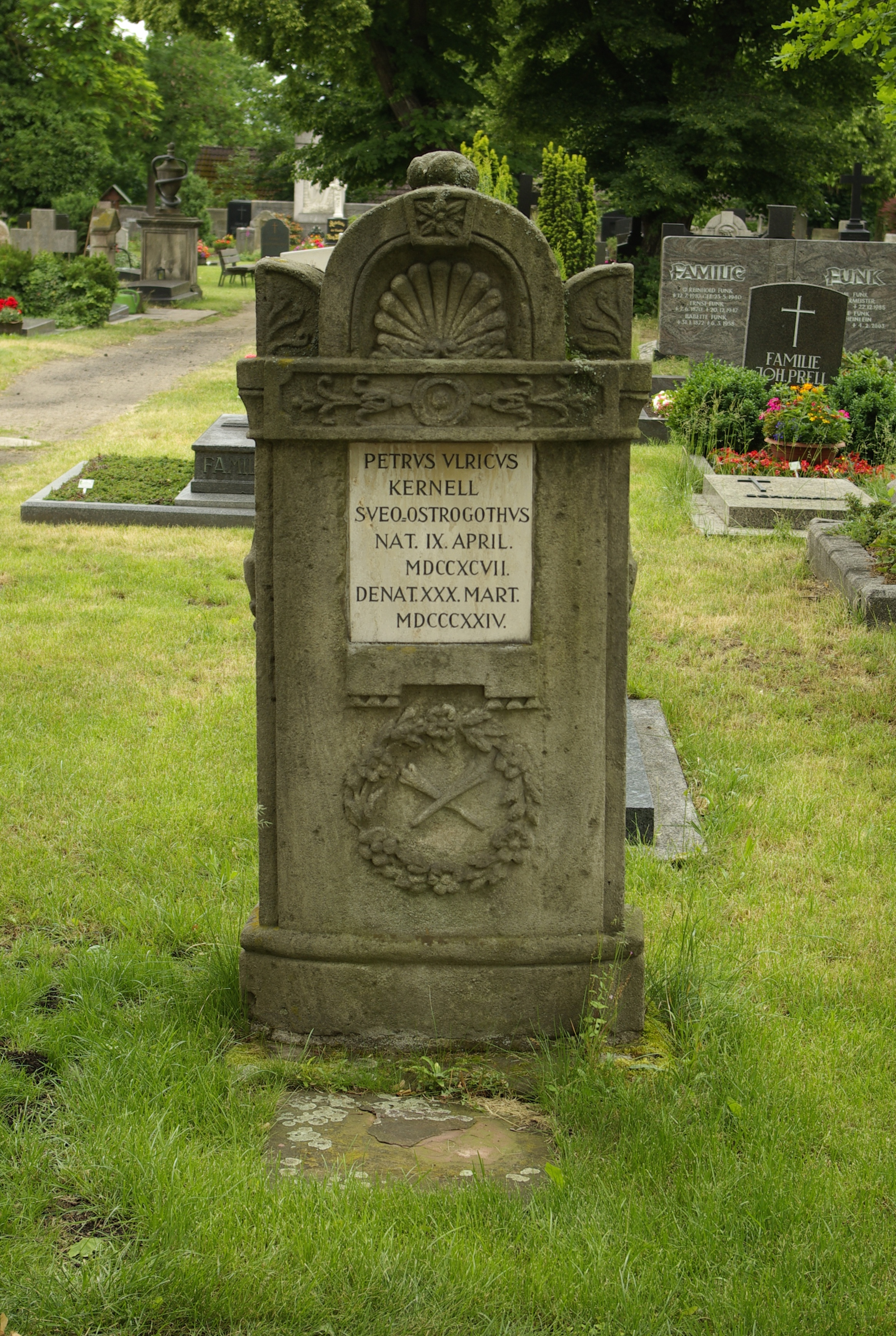
Grabmal für Per Ulrik Kernell († 1824)
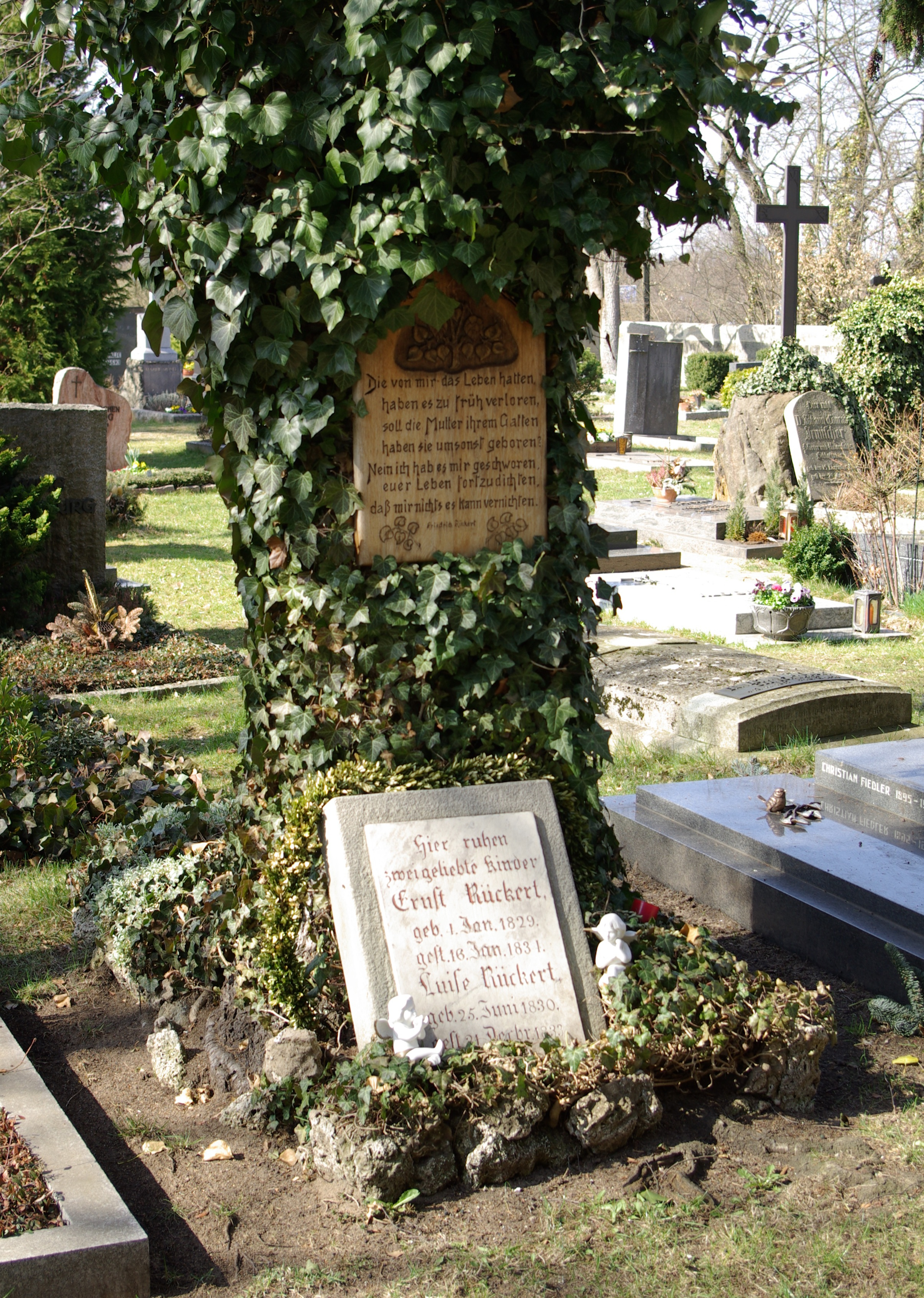
Grabmal für Ernst und Luise Rückert
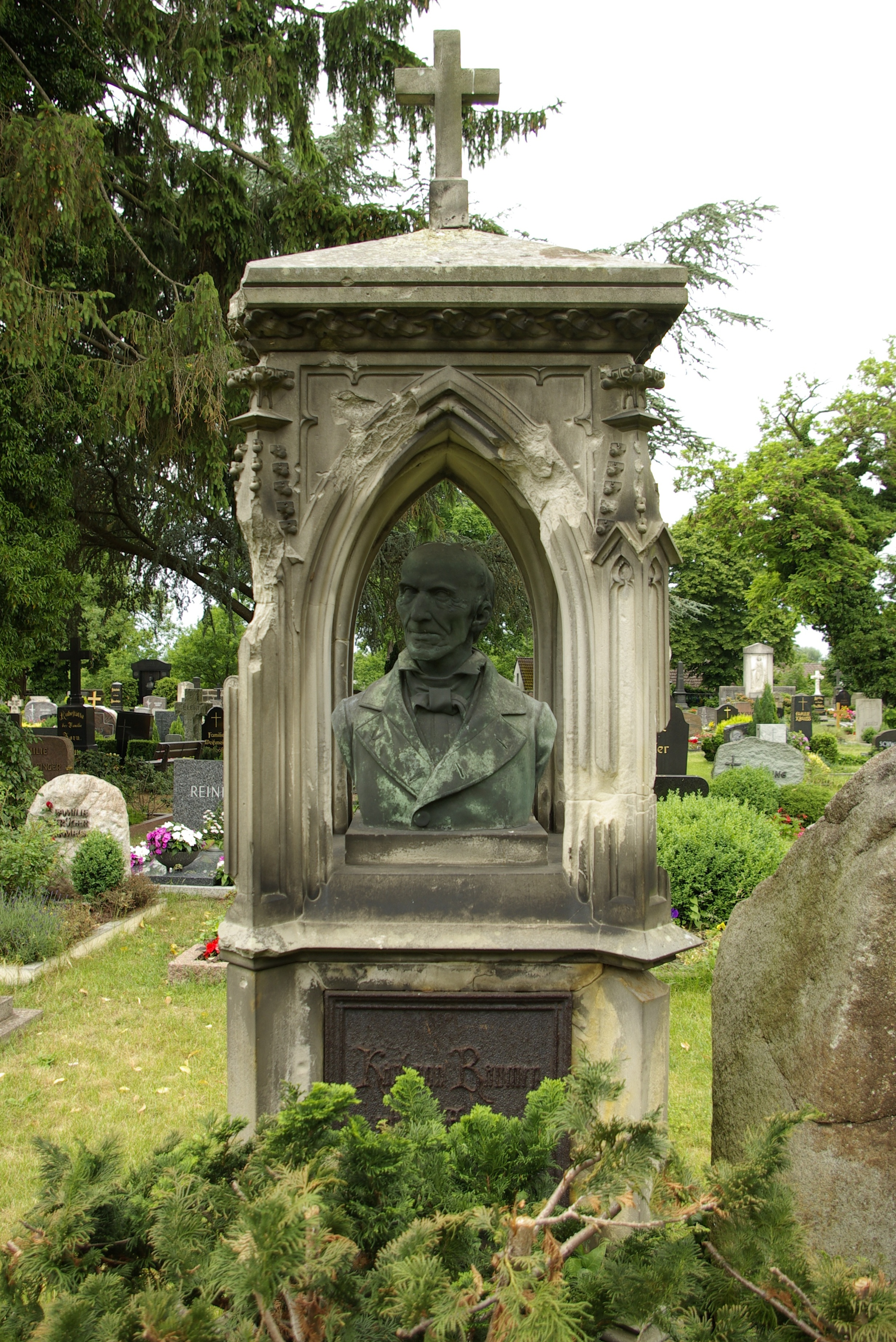
Grabmal für Karl Georg von Raumer († 1865)
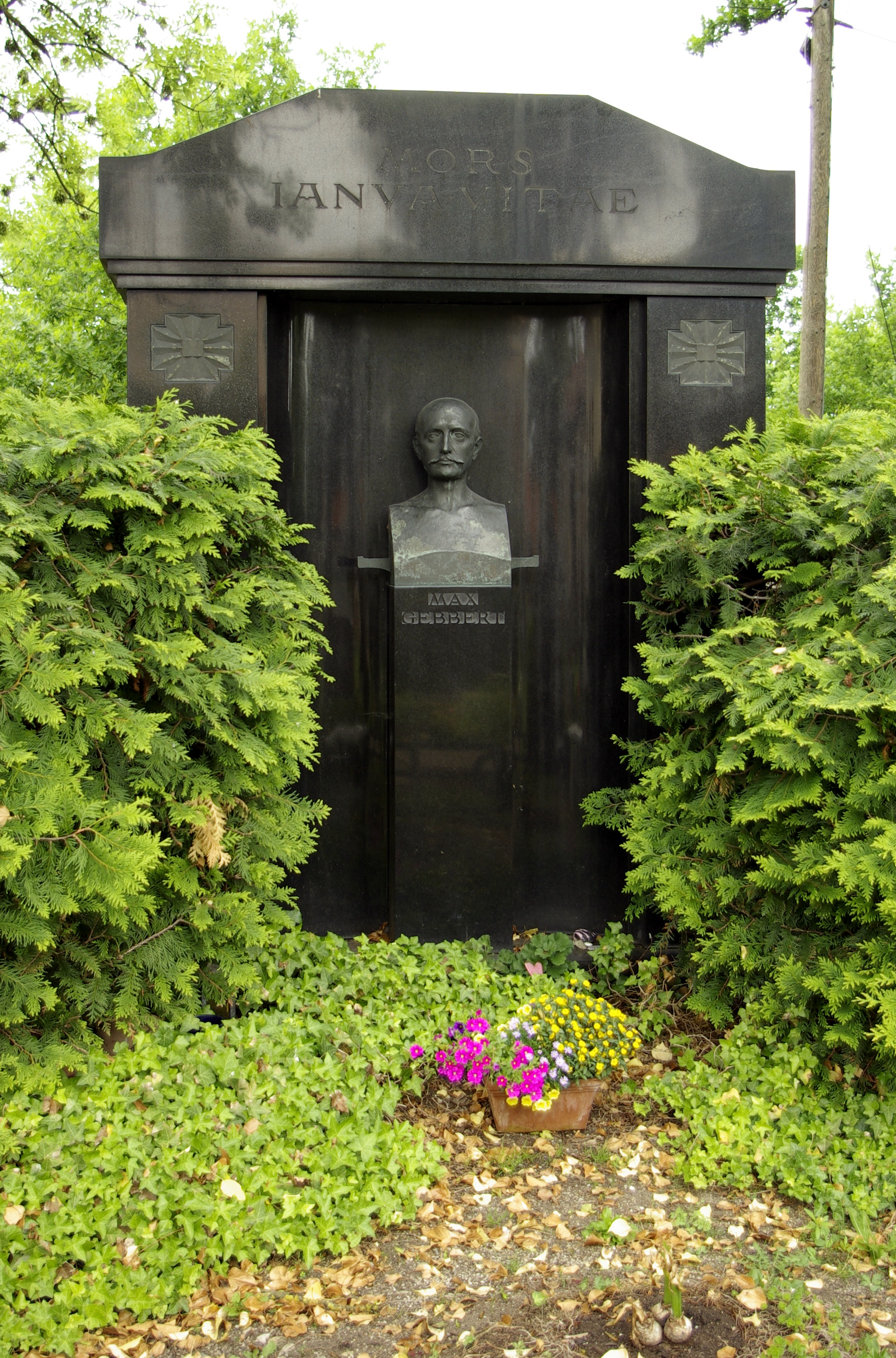
Grabmal für Max Gebbert († 1907)